# Elm
Elm是UNIX下的一个命令行方式的电子邮件客户端，其名字取自榆树的英文（elm）。这个程序1986年发布。可以进行选择、阅读、删除、发送电子邮件等操作，而且支持MIME附件。后在此基础上发展出ELM ME+。

## 参看
- 电子邮件客户端比较
- 电子邮件客户端列表